# Poštanske marke i poštanska povijest Britanskog antarktičkog teritorija
Britanski antarktički teritorij (BAT) je sektor Antarktike na koji Ujedinjeno Kraljevstvo polaže pravo kao jedno od svojih 14 britanskih prekomorskih teritorija. Obuhvaća područje južno od 60° južne zemljopisne širine i između geografskih dužina 20. meridijan (zapad) i 80. meridijan (zapad), tvoreći klinasti oblik koji se proteže do Južnog pola. Teritorij je formiran 3. ožujka 1962.,  iako pravo Ujedinjenog Kraljevstva na ovaj dio Antarktika datira još od pisama patenata iz 1908. i 1917. godine. Područje koje sada pokriva Teritorij uključuje tri regije kojima su, prije 1962. godine, upravljali Britanci kao zasebnim zavisnim teritorijima Falklandskih otoka: Grahamova zemlja, otočje Južni Orkney i otočje Južni Shetland.

## Baze
Postoji nekoliko sadašnjih i bivših baza na teritoriju:
- Halley
- Rothera
- Signy je radila od 1947. do 1996., a sada ima osoblje samo ljeti.[2]
- Dvije operativne stanice samo za ljeto, u Fossil Bluffu i Sky Bluu.
- Faraday je održavan do 1996., kada je prodan Ukrajini i preimenovan u stanicu Akademik Vernadsky[3]
- Port Lockroy na otoku Goudier turističko je središte kojim upravlja UK Antarctic Heritage Trust.

Pošta se nalazi iz svih ovih baza, iako je većina filatelističke prirode.

## Poštanske marke
Sve do danas izdane marke izdane su za vrijeme vladavine kraljice Elizabete II. Dok neke zapravo koriste gostujući turisti i domaći znanstvenici, većina se prodaje kolekcionarima u inozemstvu. Prvo izdanje izašlo je 1963., gravirani set s 15 vrijednosti u rasponu od ½ d do jedne funte, s portretom kraljice Elizabete koja gleda na različite scene ljudskih aktivnosti na Antarktici. Nakon nekoliko dodatnih izdanja u 1960-ima uslijedilo je izdanje decimalizacije 1971. proizvedeno pretiskom na marke iz 1963. godine.
Od tada su marke izlazile u redovitim intervalima, oko 10-20 godišnje u nekoliko setova, s punom definitivnom serijom svakih nekoliko godina (polarni istraživači 1973., plankton 1984., fosili 1990., istraživački brodovi 1993. itd.). ). Teme dizajna povezane su ili s istraživanjem Antarktika ili s prirodnim životom Antarktika.
Prije uspostave teritorija 1962. godine izdavane su marke za otočje Južni Orkney, otočje Južni Shetland i Grahamovu zemlju kao dijelove Zavisnog teritorija Falklandskih otoka .
Sve poštanske marke Britanskog antarktičkog teritorija denominirane su u sterlingu. 
Filatelistički ured Falklandskih otoka djeluje kao prodajni agent za Britanski antarktički teritorij. Za razliku od nekih antarktičkih poštanskih uprava, sve službene omotnice prvog dana poništavaju se u relevantnoj bazi na teritoriju, prije nego što se vrate filatelističkom uredu u Port Stanleyu na distribuciju.

## The Antarctic Postman
Antarctic Postman, sa sjedištem u Port Stanleyju, posjećuje BAT baze brodom kako bi službeno pustio u promet nove marke, a marke inače nisu dostupne za prodaju dok se to ne dogodi. Datum posjeta se bilježi, a marke se zatim puštaju u filatelistički ured Falklandskih otoka, u luci Lockroy za turiste i drugdje.